# Jonathan Safran Foer
Jonathan Safran Foer (Washington, 1977. február 21. –) egyesült államokbeli író. Leginkább Minden vilángol (2002) és Rém hangosan és irtó közel (2005) című regényeiről ismert. 2009-ben megjelentetett egy ismeretterjesztő művet Állatok a tányéromon címmel. Annak ellenére, hogy munkáit széles körű szakmai elismerés övezi, egyfajta megosztó személy maradt a kritikusok körében, akit szenvedélyes dicséretekkel és kritikákkal egyaránt elhalmoznak. Jelenleg kreatív írást tanít a New York Egyetemen.

## Élete
Jonathan Safran Foer 1977-ben született Washingtonban. Édesapja Albert Foer ügyvéd, az American Antitrust Institute elnöke. Édesanyja Esther Safran Foer, lengyel származású holokauszttúlélők gyermeke, a Sixth & I Historic Synagogue nevű zsinagóga vezetője. Jonathan a középső gyermek ebben az összetartó zsidó családban. Bátyja, Franklin, a The New Republic nevű liberális újság szerkesztője, öccse, Joshua szabadúszó újságíró. Foer éles eszű és érzékeny kisgyerek volt. 8 évesen egy iskolai kémiai kísérlet során történt balesetben másodfokú égési sérülést szenvedett. Ez olyan komoly megrázkódtatást okozott neki, amelyből mintegy három évig tartott számára a felépülés.
Foer a Georgetown Day School elvégzése után a Princetoni Egyetemen folytatta tanulmányait. 1995-ben, elsőévesként beiratkozott Joyce Carol Oates írónő egyik kurzusára, aki érdeklődést mutatott írásai iránt, hangot adva annak a véleményének, hogy Jonathan rendelkezik az általa legfontosabbnak tartott írói tulajdonsággal, az energiával. Foer később így emlékezett vissza erre: "Ő volt az első személy, akinek a hatására azt gondoltam, hogy komolyan meg kellene próbálkoznom az írással. Az életem teljesen megváltozott ezután." Oates később tanácsadóként segítette Jonathant szakdolgozata készítése során, amelyben anyai nagyapja, a holokauszttúlélő Louis Safran életét dolgozta fel. Ezért a szakdolgozatáért Foer elnyerte az egyetem kreatív szakdolgozat írási díját.
Miután befejezte az egyetemet, rövid ideig a Mount Sinai School of Medicine diákja lett, ahonnan kirúgása után folytatta írói karrierjét.
2004 júniusában feleségül vette Nicole Krauss írónőt, akivel New Yorkban élnek. 2 gyermekük született.

## Karrierje
Foer 1999-ben diplomázott le Princetonban filozófiából, majd Ukrajnába utazott, hogy szakdolgozatát kibővítse. 2001-ben szerkesztője volt A Convergence of Birds: Original Fiction and Poetry Inspired by the Work of Joseph Cornell című antológiának, amelyhez hozzájárult az "If the Aging Magician Should Begin to Believe." című novellával. Princetoni szakdolgozata végül a Minden vilángol című regénnyé bővült, amely a Houghton Mifflin kiadásában jelent meg 2002-ben. Ezzel rögtön több díjat is begyűjtött: a nemzeti Zsidó Könyvdíjat (National Jewish Book Award) és a Guardian Elsőkönyves Díjat (Guardian First Book Award). Ezen kívül Will Heinrichhel és Monique Truonggal megosztva megkapta a PEN/Robert Bingham Díjat 2004-ben. 2005-ben Liev Schreiber rendezésében film született a regényből Elijah Wood főszereplésével.
Második regénye, a Rém hangosan és irtó közel 2005-ben jelent meg. Foer a 2001. szeptember 11-i eseményeket használta fel háttérként a 9 éves Oskar Schell története számára, aki megtanulja, hogyan dolgozza fel édesapjának a World Trade Centerben bekövetkezett halálát. A könyvben Foer számos nem hagyományos írási technikát használ, mint például a vizuális írás. A történet több, egymással összefüggő szálon fut, a könyvben ajtókilincsek képei és egyéb furcsaságok szerepelnek, végül pedig egy 14 oldala pörgetős füzettel végződik. Ezen technikák használata miatt Foert később a kritikusok részéről nagy elismerés és komoly kritikák egyaránt érték. Az ellentmondó kritikák ellenére a könyv remekül fogyott és több nyelvre is lefordították. Emellett a Warner Bros. filmstúdió révén film is készült a regényből, Stephen Daldry rendezésében, Scott Rudin produceri munkájával.
2005-ben megírta a Seven Attempted Escapes From Silence című opera szövegkönyvét, amelyet a Berlini Állami Operaházban mutattak be 2005. szeptember 14-én.
Foer alkalmi vegetáriánus (néhány évig vegetáriánus volt, néhány évig mindenevő, néhány évig vegán) 10 éves kora óta. 2006-ban narrátora volt a "Ha ez kóser..." című dokumentumfilmnek, amely bemutatja, hogy szerezheti meg egy étel a zsidó vegetarianizmust támogató kóser tanúsítványt. Gyermekkorában, tinédzser-, és középiskolás évei alatt vegetáriánusnak mondta magát, ennek ellenére gyakorta fogyasztott húst. Jelenleg is vegetáriánusnak, de nem vegánnak tartja magát. 2009. november 2-án jelent meg első ismeretterjesztő könyve, az Állatok a tányéromon. Ebben megfogalmazza hosszú ideje tartó bizonytalan érzéseit a húsevéssel kapcsolatban, és hogy első gyermeke születése azzal a sürgető érzéssel töltötte el, hogy az érdekében elhatározásra jusson ebben. A könyvben több helyen is találhatóak közbeszúrva elmélkedések erről a témáról.
2008 tavaszán Foer első alkalommal tanított írást, mint meghívott professzor a Yale Egyetemen. Jelenleg a New York-i Egyetem diplomás kreatív írás programjának professzora. 2010 novemberében megjelent harmadik könyve, a Tree of Codes. 2012 márciusában az ő szerkesztésében (és Nathan Englander fordításában) megjelentették a The New American Haggadah című könyvet, amely a zsidó Exodus történetét dolgozza fel.
2012 májusában Foer két kötetre való szerződést kötött a Little, Brown and Company kiadóval, ennek folyományaként negyedik regénye Escape From Children's Hospital címmel várhatóan 2014-ben megjelenik. Elöljáróban ennyit mondott új könyvéről: "Kitalált beszámoló egy nyári tábor tudományos szakkörében történt robbanásról, amely során Safran Foer legjobb barátja elveszti bőrét az arcán és kezén, miközben a szerző sértetlen marad". Foer kiadója így írta le a megjelenés előtt álló könyvet: "Történet egy gyermekkori közös traumáról és a barátság megváltó erejéről. Átmenet a képzelet és valóság közt, többféle stílus határvonalán egyensúlyozva mutatja be az eseményeket a kiváltó 1985-ös pillanattól indulva a résztvevők életében". Az író első kommentárja új könyvéről két kérdés volt: "Mi történt valójában aznap? Mire képes egy regény? Ez a két kérdés foglalkoztat jelenleg, és remélem megválaszolják majd egymást: a regény elmondja, hogy mi történt aznap, és az adott nap történetének őszinte előadása megmutatja, mire lehet képes egy regény".

## Bírálatok
Annak ellenére, hogy művei jól fogynak, Foerre egyfajta megosztó személyiségként tekintenek sokan, annak köszönhetően, hogy sűrűn nyúl modern irodalmi eszközökhöz. A New York Press újságírója, Harry Siegel írt róla kritikus hangnemben "Extremely Cloying and Incredibly False (Rém émelyítő és irtó hamis)" című cikkében: "Foer az állítólagos új Philip Roth, habár szerencse-süti szintű okoskodásai, a regényeiben szereplő értelmetlen rajzok és egyéb tipográfiai trükkök még csak a közelébe sem emelik Rothnak, még a legrosszabb formájában sem". Anis Shivani listáján is szerepel, amit a tizenöt leginkább túlértékelt íróról írt.

## Művei, magyarul
- Everything is Illuminated, 2002
  - Minden vilángol, Fordította: Dezsényi Katalin, Ulpius-ház kiadó, Bp., 2003[1]
- Extremely Loud and Incredibly Close, 2005
  - Rém hangosan és irtó közel, Fordította: Dezsényi Katalin, Cartaphilus kiadó, Bp., 2009[2]
- Eating Animals, 2009
  - Állatok a tányéromon; ford. Deák Márta; Bioenergetic kiadó, Bp., 2012[3]
- We Are the Weather: Saving the Planet Begins at Breakfast, 2019
  - Globális öngyilkosság. Bolygónk megmentése a reggelinél kezdődik; ford. Tábori Zoltán; Helikon, Bp., 2020